# Mazaeras janeira
Mazaeras janeira är en fjärilsart som beskrevs av William Schaus 1892. Mazaeras janeira ingår i släktet Mazaeras och familjen björnspinnare. Inga underarter finns listade i Catalogue of Life.